# Drossel
En drossel er en fugl indenfor slægten Turdus i ordenen af spurvefugle. Slægten har cirka 79 arter, der findes udbredt over næsten hele verden. Droslerne hører til de næststørste spurvefugle efter kragefuglene. I Danmark yngler fire arter regelmæssigt, der alle i større eller mindre grad er trækfugle. Danmarks almindeligste ynglefugl er en drossel, nemlig solsorten, Turdus merula.
Drosler er kraftigt byggede fugle, der bevæger sig i hop på jorden. Deres næb er kraftigt med let bøjet overnæb. Reden er dyb og skålformet. Æggene er plettede.

## Arter
Her nævnes kun de mest almindelige arter i slægten Turdus, set fra et dansk synspunkt.
- Art: Misteldrossel Turdus viscivorus
- Art: Sangdrossel Turdus philomelos
- Art: Sjagger Turdus pilaris
- Art: Solsort Turdus merula
- Art: Vindrossel Turdus iliacus
- Art: Ringdrossel Turdus torquatus